# Шпороносна черепаха
Шпороносна черепаха (Geochelone sulcata) — вид сухопутних черепах. Найбільша з африканських наземних черепах і третя за розміром у світі, після слонової й альдабрської черепах.

## Опис

### Зовнішній вигляд
Велика черепаха, довжина її панцира буває понад 70 см (за деякими даними, вона може навіть перевищувати 100 см). Маса тіла самців до 100, самиць — до 60 кг. На передніх лапах по 5 кігтів. Свою назву отримала за крупні стегнові шпори (по 2—3 шпори на кожній задній лапі). Забарвлення шпороносної черепахи однотонне, буро-жовте.
Новонароджені черепашенята мають подовжений панцир завдовжки 4—5 см і масу приблизно 30 г.

### Розповсюдження і місце існування
Ареал шпороносної черепахи охоплює Центральну Африку від Сенегалу до Ефіопії.
Населяє в основному савани і пустелі.

### Поведінка

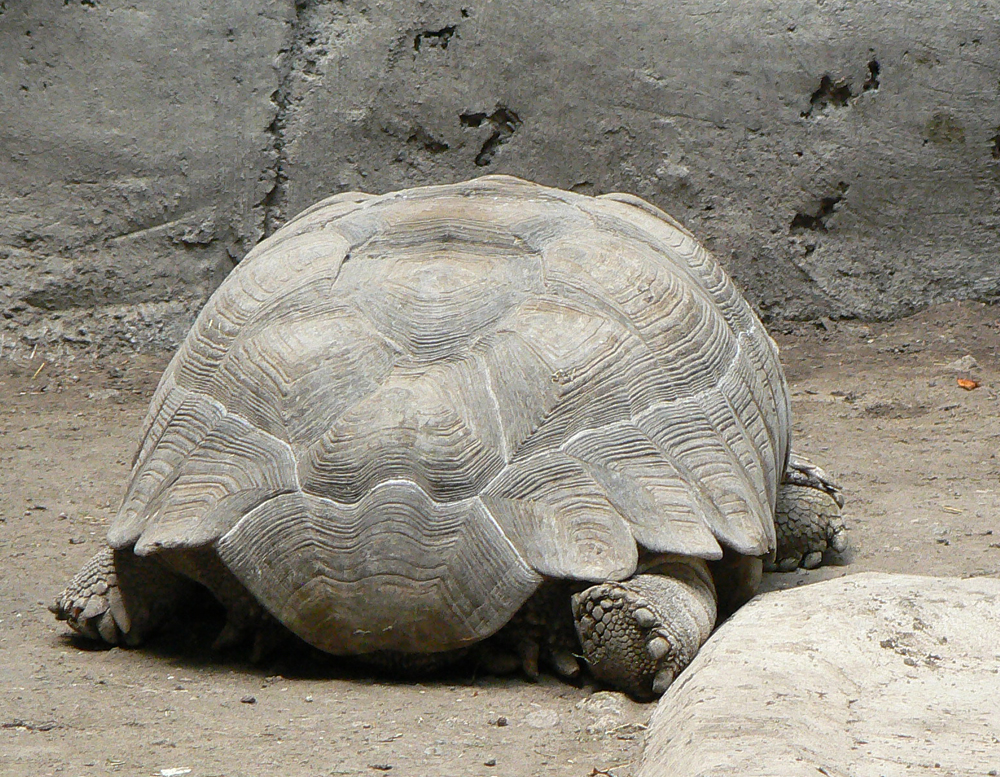
Вид ззаду. Можна розгледіти стегнові шпори

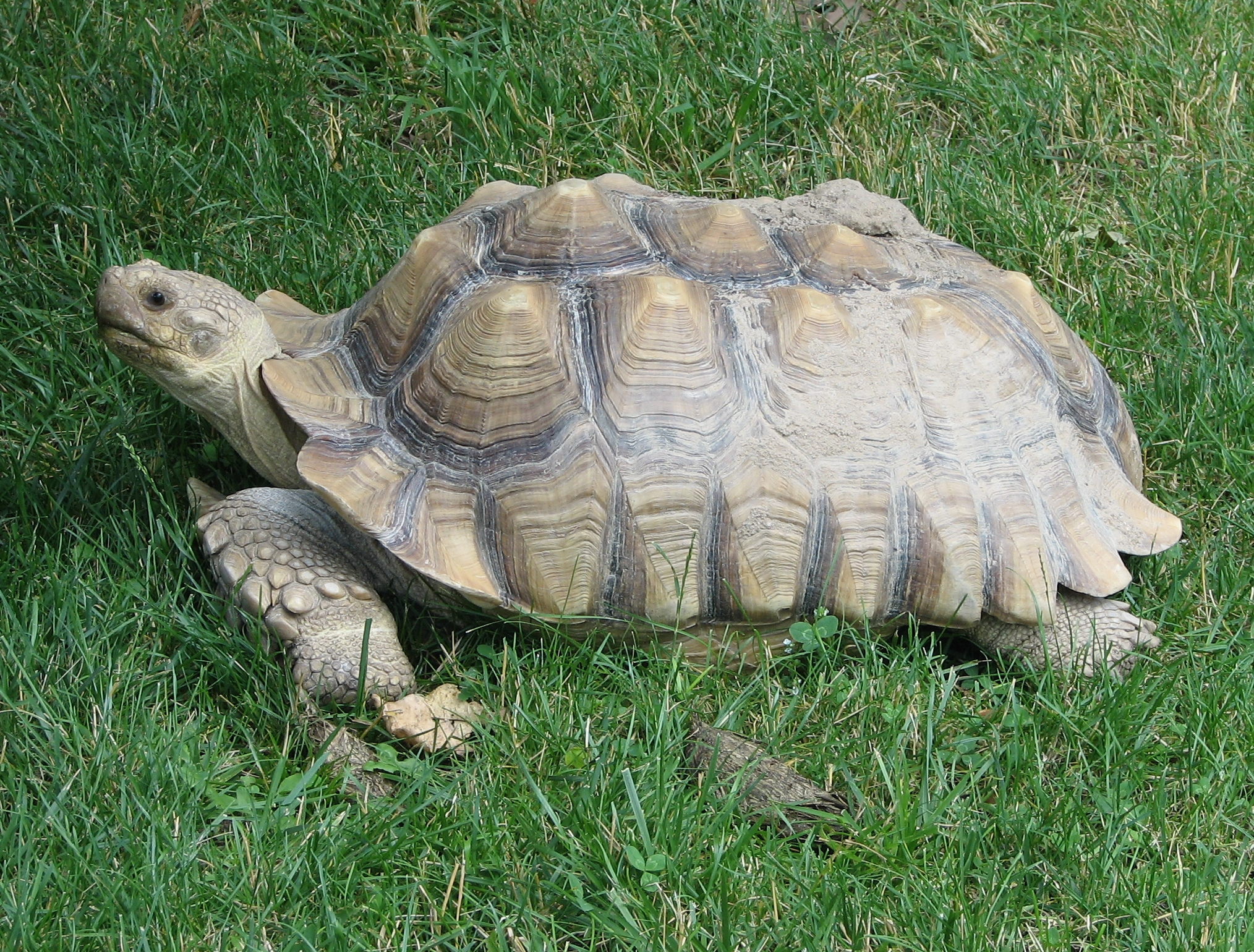
Надлишок фосфору і недостача кальцію в кормі ведуть до деформації панцира — опуклості щитків карапаксу

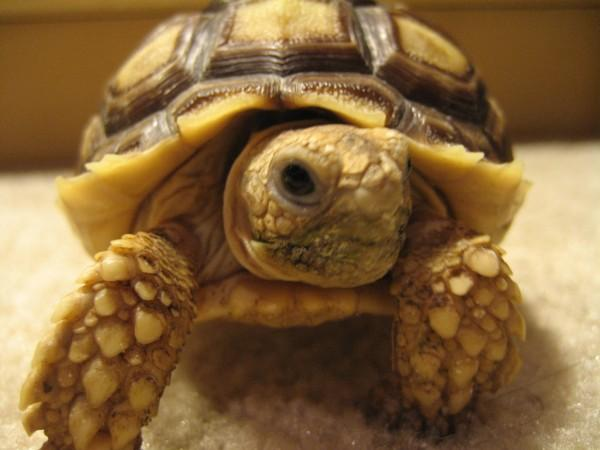
Молода особина

Активні в період мусонів, від літньої спеки та холодних зимових ночей черепахи ховаються, зариваючись в пухку землю, але в сплячку не впадають.

### Живлення
Рослиноїдна, але зрідка вживає білкову їжу тваринного походження. У неволі шпороносні черепахи харчуються різними овочами, фруктами, травою і сіном. Можуть довго обходитися без води, але охоче п'ють її, коли є можливість. В спекотну пору виходить на пошуки їжі лише вранці або пізно ввечері.

### Розмноження
Статева зрілість у шпороносних черепах настає при довжині панцира 35—40 см. Злучаються вони протягом всього року, але відкладання яєць проходить тільки в липні—серпні. Самці влаштовують запеклі сутички за самиць. Такі бої можуть навіть закінчуватися загибеллю одного з суперників (якщо він буде перевернутий на спину, а повернутися в нормальне положення не зможе). У кладці буває від 17 до 32 яєць, які самиця розташовує у підземній камері, закопуючи їх на глибину 10–15 см. Інкубація при температурі 30—32 °C триває 99—103 дні. Ростуть шпороносні черепахи дуже швидко, всього за 10—20 років вони досягають досить великих розмірів.

## Шпороносна черепаха і людина
Чисельність шпороносних черепах в природі оцінюється в 18—20 тисяч особин. Останніми роками вона знижується через руйнування людьми сховищ та інтенсивного видобутку цього вигляду.

## Утримання в неволі
Шпороносних черепах утримують в тераріумах з низькою вологістю повітря. Температура — 28—30 °C вдень і 20—22 °C вночі. У тераріумі або загороді має бути неглибока водойма, з рівнем води не вище за половину висоти панцира найдрібнішої черепахи. Найдовше з цих черепах, що утримувалися в неволі прожила 54 роки.
Молодняк потрібно годувати щодня, прибираючи не з'їдений корм. Обов'язково купати 2 рази на тиждень по 15 хвилин в невеликій кількості води температурою 25 °C.

## Галерея

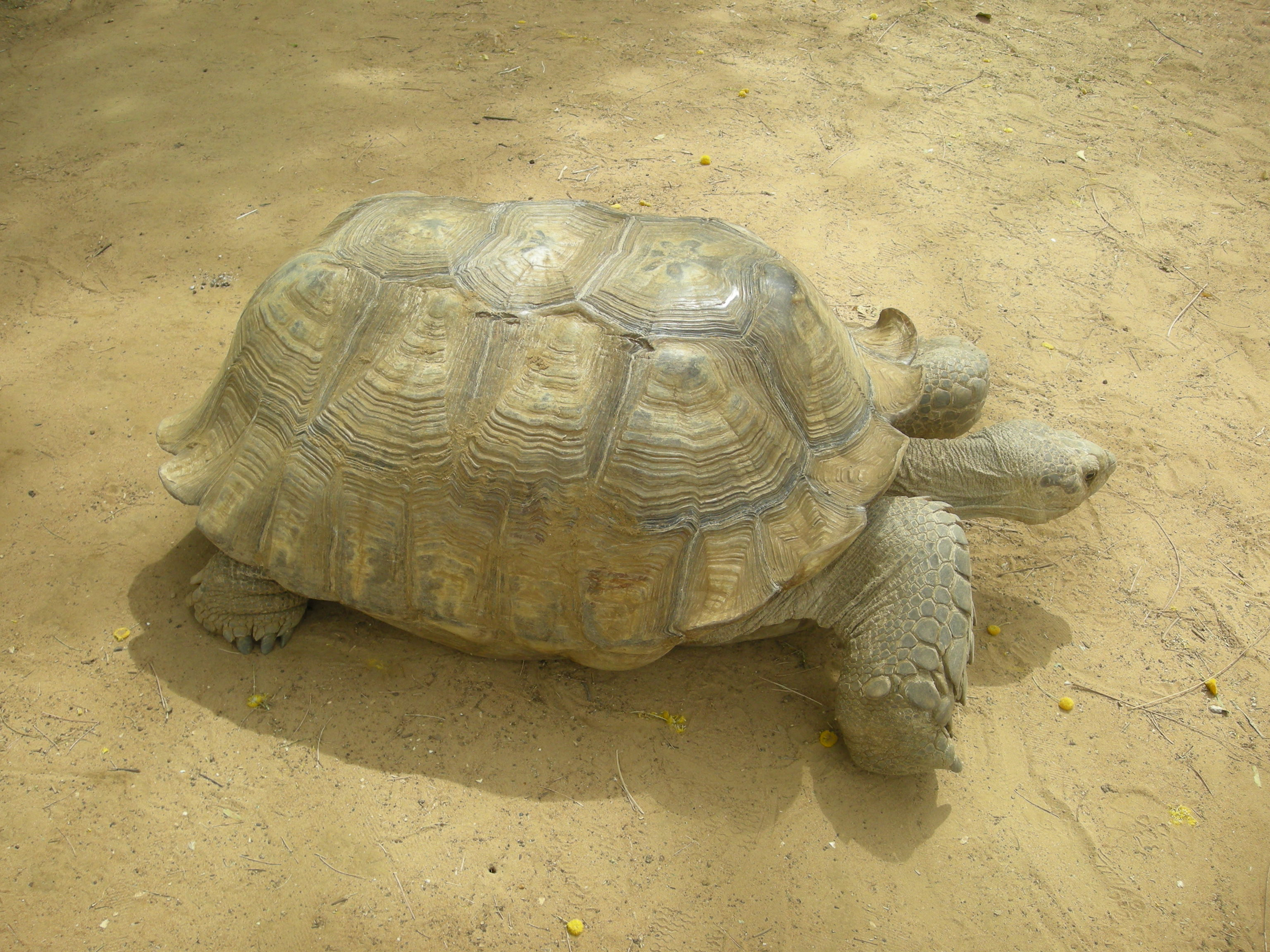
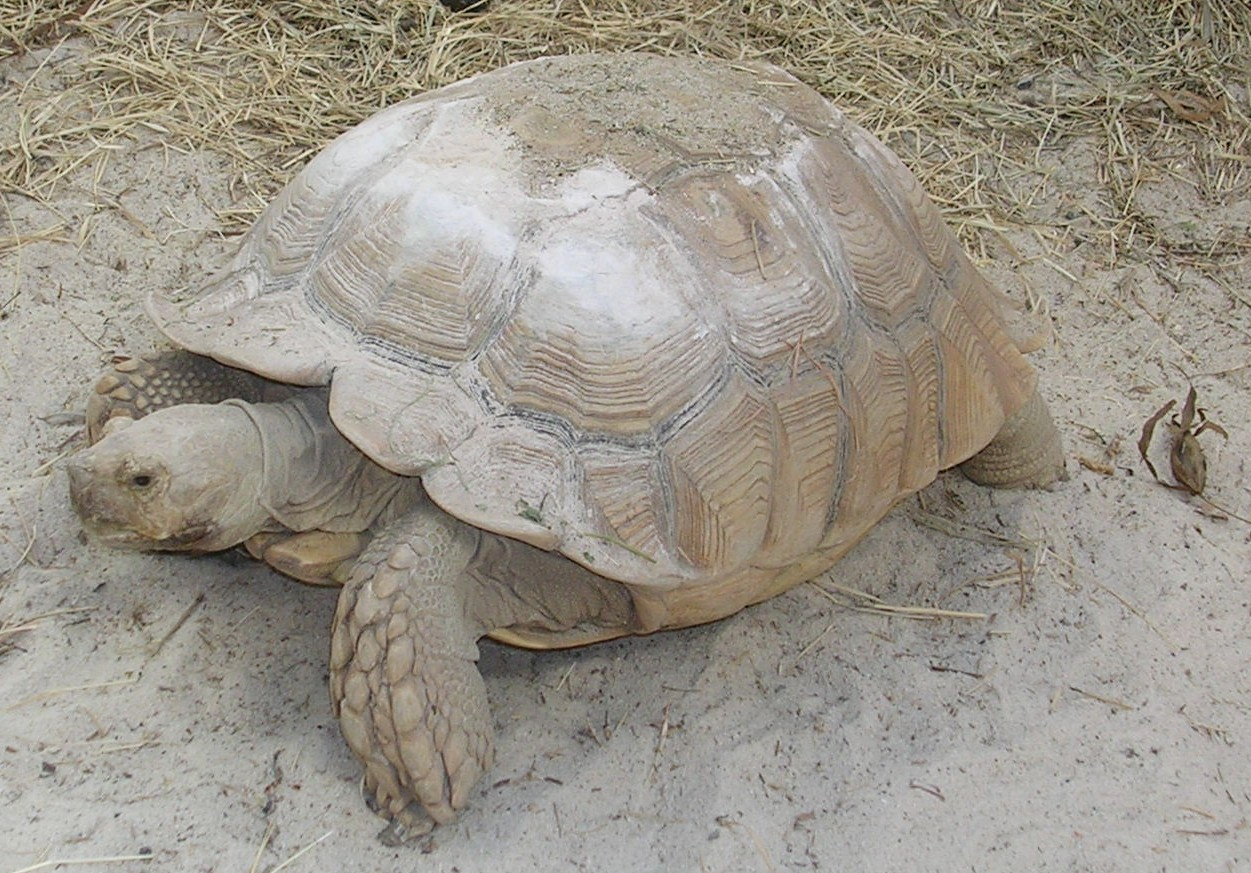

- Черепаха із деформованим панциром
- Копуляція